# Quintus Aurelius Pactumeius Fronto
Quintus Aurelius Pactumeius Fronto (vollständige Namensform Quintus Aurelius Pactumeius Publi filius Quirina Fronto) war ein im 1. Jahrhundert n. Chr. lebender Angehöriger des römischen Senatorenstandes.
Durch eine Inschrift, die in Cirta gefunden wurde, ist belegt, dass Fronto durch Vespasian (69–79) in den Senat aufgenommen wurde (inter praetorios in senatu allecto ab Imperatore Caesare Vespasiano). Durch die Arvalakten für die Jahre 80/81 sowie durch die Fasti Septempedani ist belegt, dass Fronto im Jahr 80 zusammen mit Lucius Aelius Lamia Plautius Aelianus Suffektkonsul war.
Durch eine weitere Inschrift aus Cirta ist nachgewiesen, dass auch sein Bruder Quintus Aurelius Pactumeius Clemens durch Vespasian in den Senat aufgenommen wurde. Die beiden Brüder waren vor ihrer Erhebung in den Senatorenstand Angehörige des römischen Ritterstandes (Eques). Ihr doppelter Gentilname ist auf eine Adoption zurückzuführen; die Brüder waren die leiblichen Söhne eines Publius Pactumeius und wurden von einem Quintus Aurelius durch ein Testament adoptiert.
Fronto war in der Tribus Quirina eingeschrieben.

## Dritte Inschrift
Durch eine dritte Inschrift aus Cirta, in der der Name der geehrten Person jedoch nicht erhalten ist, ist belegt, dass die Aufnahme des Geehrten in den Senat durch Vespasian und Titus erfolgte und dass der Geehrte zu einem späteren Zeitpunkt einen Konsulat erreichte; diese Inschrift wurde durch eine Frau namens Pactumeia für ihren Vater errichtet und könnte sich daher sowohl auf Fronto als auch auf Clemens beziehen.
Bei der EDCS und bei der EDH wird in der Inschrift der Name des Fronto ergänzt. Mireille Corbier hält es für sinnvoll, in der Inschrift Fronto zu ergänzen, da dessen Konsulat auch anderweitig belegt ist; sollte Clemens aber in der Zukunft ebenfalls anderweitig als Konsul belegt werden können, müsste man dies überdenken. Paul von Rohden hält es für möglich, dass sich die Inschrift auf Clemens bezieht.
Falls in der Inschrift Fronto genannt war, dann wurde er nach seiner Aufnahme in den Senat auch in das Priesterkollegium der Fetialen aufgenommen. Danach übernahm er als Praefectus für drei Jahre die Leitung des Aerarium militare. Im Anschluss erreichte er einen Suffektkonsulat; in der Inschrift steht, dass er der erste aus Africa stammende Konsul war (consul ex Africa primo).

## Datierung
Mireille Corbier datiert die einzelnen Stationen seiner Laufbahn wie folgt: Aufnahme in den Senat um 73/74 (als Vespasian und Titus Censoren waren) und Praefectus aerarii militaris zwischen 75 und 79 (wahrscheinlich von 76 bis 78).